# Perisama imitator
Perisama imitator är en fjärilsart som beskrevs av Otto Staudinger. Perisama imitator ingår i släktet Perisama och familjen praktfjärilar. Inga underarter finns listade i Catalogue of Life.